# Dominação financeira
Dominação financeira, mais conhecida como findom (abreviação de financial domination), é um fetiche associado ao BDSM e à humilhação erótica onde o submisso (comumente chamado de money slave, paypig ou cash piggy) envia dinheiro e/ou presentes a uma dominadora financeira, de acordo com as ordens dadas por ela.

## A prática
Na maioria dos casos de findom, a dominadora e o submisso não se conhecem pessoalmente e todas as interações são feitas na internet através de webcam ou mensagens de texto. Porém, há algumas raras situações onde o "escravo financeiro" acompanha sua dominadora nas compras e todos os gastos são pagos com o dinheiro dele. Twitter e Instagram são as redes sociais onde há a maior abundância de dominadoras financeiras, mas também é comum encontrar praticantes desse fetiche em redes sociais de conteúdo adulto como FetLife e ManyVids. Há também o Findoms.com, que é uma rede social exclusivamente voltada para a atividade de dominação financeira.
Há diversas formas de praticar consensualmente a dominação financeira. Na maneira mais comum, a dominadora assume controle total sobre as finanças do submisso. Ela tem acesso as informações de lucro e despesas do money slave, ela decide como ele irá gastar seu dinheiro e quanto ele deve dar à sua "dona", ele deve reportar todo tipo de gasto que for feito, entre outras formas de controle.
Uma outra maneira de realizar o findom é através de uma relação BDSM virtual básica com compensação financeira. O submisso dá presentes à sua dominadora como forma de agradecimento, recebe ordens e é financeiramente penalizado como forma de castigo. Uma relação findom também pode envolver diversos outros fetiches de dominação, como small penis humiliation, cuckold e cintos de castidade.
Também há pessoas que preferem o uso da chantagem como forma de humilhação erótica no findom. O submisso fornece algum tipo de informação e a dominadora pede dinheiro para manter tudo em segredo. A chantagem pode ser real ou pode ser apenas uma forma de encenação, onde não há uma informação comprometedora verdadeira sendo colocada em jogo.
Além das torturas psicológicas, o findom também pode ser conciliado com torturas físicas consensuais feitas via Internet através de diversos fetiches como o cock and ball torture. Nesses casos, além da humilhação financeira, a dominadora geralmente ordena que o submisso faça algo embaraçoso ou doloroso.

## Motivos que atraem praticantes
Além do dinheiro em si, ter o controle total sobre outra pessoa de forma geral é visto como prazeroso para as dominadoras do findom. Já o submisso geralmente acha prazeroso o sentimento de ser abusado financeiramente. Ele obtém satisfação sexual ao se sentir usado ou ridicularizado, pois considera humilhante ver uma dominadora tomando o seu dinheiro que foi tão difícil de conquistar. Outro tipo de submisso findom é aquele que está estressado com a vida cotidiana de negócios e gosta de livrar-se desses problemas através do sentimento de vulnerabilidade ao ter outra pessoa assumindo o comando sobre suas finanças. Muitos submissos também gostam do sentimento da prover luxo a uma mulher dominadora.
A psicóloga Lori Bisbey explica que todo tipo de relação possui um jogo dinâmico de poder, mas no BDSM esse jogo de poder é mais explícito. E a dominação financeira utiliza o dinheiro como uma representação de poder. Nesse fetiche, transferir suas finanças para alguém é uma renúncia e entrega nítida e erotizada desse poder.
Muitas mulheres entram no findom com a ideia de que essa é uma maneira fácil de conseguir dinheiro. Esse mesmo motivo atrai muitas pessoas que criam contas falsas fingindo serem dominadoras. Porém, as reais dominadoras de findom desmitificam a ideia de que findom é dinheiro fácil e afirmam que a verdadeira dominação financeira é mais complexa do que parece. De acordo com elas, tem que saber ter o controle psicológico da situação e entender a prática da humilhação erótica. A dominadora precisa entender do que cada submisso gosta e como reagir para obter o poder financeiro sobre ele. Ela também precisa estar ciente dos princípios éticos do BDSM e respeitar os limites dos submissos financeiros. Além disso, existem muito mais mulheres dominadoras do que homens submissos nas práticas de dominação financeira, portanto, é preciso fazer um trabalho constante de publicidade através de vídeos e postagens para concorrer com outras dominadoras.
O que diferencia o sugar baby do findom é que na prática do sugar baby é oferecido dinheiro e presentes em troca de um relacionamento, geralmente sem elementos explícitos de dominação. Enquanto na dominação financeira, o submisso não tem expectativa nenhuma de ter qualquer tipo de contato sexual em troca do dinheiro.